# XVI век
XVI (шестна́дцатый) век  по юлианскому / григорианскому календарю (с 15 октября 1582 года) — век с 1 января 1501 года по 31 декабря 1600 года. Это 6-й век 2-го тысячелетия.  Закончился 425 лет назад.

## Основные события
- Эпоха Великих географических открытий (XV — начало XVII в.). Тихий океан открыт европейцами (1513; Васко де Бальбоа). Демографическая катастрофа индейцев Америки.
- Испанцы завоёвывают империи ацтеков и инков. Золотой век Испании («серебряный флот»; «чёрная легенда»; Габсбурги).
- Итальянские войны (1499—1504, 1508—1516, 1521—1526, 1526—1530, 1536—1538, 1542—1546, 1551—1559).
- Войны Османской империи с Венецией (1499—1503, 1537—1540, 1570—1573), Персией (1514—1555, 1578—1590), Габсбургами (1526, 1529, 1530—1552, 1593—1606). Франко-турецкий альянс (1528—1798).
- Русско-литовские войны (1500—1503, 1507—1508, 1512—1522, 1534—1537). Правление Василия III (1505—1533), Елены Глинской (1533—1538).
- Сефевидское государство (1501—1722).
- Войны Португалии за господство в Индийском океане с Мамлюкским государством (1505—1517), Османской империей (1509, 1538—1557, 1558—1566, 1580—1589) и Персией (1507—1622). Побережье Бразилии открыто и присоединено к Португалии (1500; Педру Алвариш Кабрал).
- Первая европейская колония в Индии (1510; португальское завоевание Гоа). Основана Империя Великих Моголов (1526).
- Начало Реформации (1517; Мартин Лютер). Протестантизм (1529; «шпайерская протестация»). Шмалькальденская война (1546—1547).
- Реформация в Англии (1534; Акт о супрематии). «Елизаветинская эпоха» (1558—1603). Эдинбургский договор (1560) завершил период англо-шотландских войн.
- Реформация в Швейцарии. Кальвинизм (1536; «Институты христианской религии»[англ.]).
- Начало торговли и культурного обмена европейцев с Японией (1543). Период Адзути-Момояма (1568—1600), положивший конец феодальной раздробленности. Имдинская война (1592—1598).
- Основан Орден Иезуитов (1540). Тридентский собор (1545—1563; контрреформация).
- Русское царство (1547—1721; Иван Грозный). Взятие Казани (1552). Астраханское ханство присоединено к России (1556).
- Сиамо-бирманские войны (1547—1549[англ.]; 1563—1564; 1568—1569; 1584—1593; 1594—1605[англ.]).
- Русско-шведские войны (1554—1557, 1590—1595).
- Аугсбургский религиозный мир (1555) в Священной Римской Империи. Карл V отрёкся от престола передав Испанские и Нидерландские владения Филиппу II, императором стал Фердинанд I. Начало пикового периода охоты на ведьм (1562—1670; Визенштейгский суд над ведьмами[англ.]).
- Китайское землетрясение (1556). Португальцы основали первое торговое поселение в Китае (1557; Макао). Набеги вокоу[англ.] (1521—1567).
- Реформация во Франции. Религиозные войны (1562—1598). Варфоломеевская ночь (1572). Нантский эдикт (1598).
- Северная семилетняя война (1563—1570).
- Реформация в Нидерландах. Восьмидесятилетняя война (1568—1648).
- Ливонская война (1558—1583). Речь Посполитая (1569—1795) образована объединением Польского королевства и Великого княжество Литовского. Ливонская конфедерация (1435—1561) распалась.
- Война за португальское наследство (1580—1583). Португалия и её колонии перешли под власть испанских Габсбургов (1581; Иберийская уния).
- Англо-испанская война (1585—1604). Поход «Непобедимой армады» (1586—1588). Английская армада (1589).
- Крымский поход на Русь (1591; Газы Герай). Смутное время (1598—1613; Борис Годунов).
- Первое упоминание про Вечную Марию (1550-1553)

## Культура
- Революция в науке (1543—1687).
- Революция цен.
- Высокое Возрождение (конец XV — начало XVI века). Позднее Возрождение (середина — конец XVI века).
- Венецианская и Феррарская школы живописи.
- Основан Кёнигсбергский университет (1544; Альбрехт Гогенцоллерн).
- Григорианский календарь введён во многих католических землях 15 октября 1582 года.